# It (pel·lícula de 1927)
It és una comèdia romàntica estatunidenca dirigida per Clarence G. Badger i Josef von Sternberg (que no surt als crèdits), estrenada el 1927. L'estrella de la pel·lícula, Clara Bow va passar a ser coneguda com la "It girl". Es creia que la pel·lícula s'havia perdut, però es va trobar una còpia a Praga en la dècada de 1960. L'any 2001 el National Film Registry de la Biblioteca del Congrés dels Estats Units la va seleccionar per a la seva preservació degut al seu interès cultural, històric o estètic.

## Argument
La protagonista Betty Lou (interpretada per Clara Bow) és una venedora d'una botiga de Manhattan i ella posa la seva mirada en el seu aposto i ric cap, enamorant-se d'ell (interpretat per Antonio Moreno). Tot i les seves diferències de classe, Cyrus (el cap) se sent atret per Betty Lou. El romanç queda estancat quan Cyrus rep una falsa notícia per part del seu amic odiós (interpretat per William Austin), aquest li diu que Betty Lou té un fill i Cyrus no voldrà contenir matrimoni amb ella. Tot i això, la noia de classe inferior no renunciarà al seu home.

## La protagonista
La pel·lícula It, va convertir a la protagonista, Clara Bow, un emblema de l'era del jazz i l'actriu millor pagada de la productora Paramount. La seva popularitat va anar donada de la mà amb el sobrenom d'It girl amb només 21 anys i es va convertir en una de les primeres sex symbol del cinema. Tot i ser incorregiblement seductora en altres pel·lícules, va ser It el vehicle que li va assegurar un lloc en la història del cinema.
Sense la vitalitat de Clara Bow ni el cameo de "Madame" Elinor Glyn, la pel·lícula hauria estat, malgrat la lleugera direcció de Clarence G. Badger, una simple comèdia més sobre malentesos i diferències de classe.

## Repartiment
- Clara Bow: Betty Lou Spence
- Antonio Moreno: Cyrus Waltham Jr.
- William Austin: Monty Montgomery
- Priscilla Bonner: Molly
- Jacqueline Gadsden: Adela Van Norman
- Julia Swayne Gordon: Sra. Van Norman
- Elinor Glyn: Ella mateixa
- Gary Cooper: Corresponsal de Premsa

I, entre els actors que no surten als crèdits:
- Lloyd Corrigan: Noi de cabina al iot
- Dorothy Tree: Empleada de Waltham